# Chariesthes fairmairei
Chariesthes fairmairei är en skalbaggsart som först beskrevs av Aurivillius 1922.  Chariesthes fairmairei ingår i släktet Chariesthes och familjen långhorningar.
Artens utbredningsområde är Gabon. Inga underarter finns listade i Catalogue of Life.